# Leopold I de Bèlgica
Leopold I (Coburg, 1798 - Brussel·les, 1865) fou un príncep saxó que es convertí en el primer rei dels belgues (1831 - 1865) per voluntat del Parlament sobirà de Bèlgica.

## Origen
Fill del duc Francesc Frederic de Saxònia-Coburg Saalfeld i de la princesa Augusta de Reuss era net del duc Ernest Frederic de Saxònia-Coburg Saafeld i de la princesa Sofia de Brunsvic-Wolffenbüttel per via paterna, mentre que via materna ho era del comte de Reuss Enric XXIV i de la comtessa Carolina Ernestina zu Erbach-Schönberg.

## Família
El príncep es casà en primeres núpcies amb la princesa Carlota del Regne Unit, filla del rei Jordi IV del Regne Unit i de la princesa Carolina de Brunsvic-Wolfenbüttel. La parella no tingué descendència.
El príncep tornà a contraure matrimoni, aquesta vegada ho feu amb Carolina Bauer. Aquest matrimoni morganàtic fou d'escassa durada, ja que l'artista retornà al món de la interpretació provocant la ruptura del matrimoni.
El príncep tornà a casar-se, aquesta vegada amb la princesa Lluïsa d'Orleans filla del rei Lluís Felip I de França i de la princesa Maria Amèlia de Borbó-Dues Sicílies, que era filla del rei Ferran I de les Dues Sicílies i de l'arxiduquessa Maria Cristina d'Àustria. La parella s'instal·là a Brussel·les i tingueren quatre fills:
- SAR el príncep Lluís Felip de Bèlgica nat el 1833 i mort el 1834
- SM el rei Leopold II de Bèlgica nat el 1835 i mort el 1909 a Brussel·les. Es casà amb l'arxiduquessa Maria Enriqueta d'Àustria.
- SAR el príncep Felip de Bèlgica nat el 1837 i mort el 1905 a Brussel·les es casà amb la princesa Maria de Hohenzollern-Sigmaringen.
- SAR la princesa Carlota de Bèlgica nascuda el 1840 a Brussel·les i morta el 1927 a un convent belga. Es casà amb l'arxiduc austríac que esdevindria emperador mexicà Maximilià I de Mèxic.

L'any 1830 se li oferí la Corona del nou estat grec independitzat de l'imperi Otomà després de la Guerra d'independència de Grècia, però desanimat per Ioannis Kapodístrias i insatisfet amb la frontera Aspropotamos-Zitouni que va substituir la línia Arta-Volos, es va negar. Les desavinences provocaren la no acceptació per part del príncep saxó. Finalment, després de la revolució belga acceptà el tron belga, ja que les potències si que li mostraren el seu acord absolut en aquest cas concret.
El rei també tingué dos fills amb la seva amant, Arcadia Claret creada baronessa von Eppinghoven. Els fills foren el baró Jordi von Eppinghoven (1849 - 1904) i el baró Artur von Eppinghoven (1852-1940).

## Regnat
Amb l'obertura de la línia de tren entre Brussel·les i Mechelen el 5 de maig de 1835, un dels desitjos del monarca es convertí en realitat: fer de Bèlgica el primer país d'Europa continental a tenir línia de tren en funcionament.
El 1840 arreglà el casament del seu nebot el príncep Albert de Saxònia-Coburg Gotha amb una altra seva neboda la princesa i després reina Victòria I del Regne Unit.
Leopold intentà, sense èxit, introduir a Bèlgica part de la protecció social existent ja al Regne Unit malgrat que no tingué èxit en el tràmit parlamentari. Aquesta legislació feia referència a la protecció de les dones i la mainada en les activitats industrials.
Respecte a l'onada de revolucions que afectaren Europa l'any 1848, i que derrocaren al seu sogre el rei Lluís Felip I de França, Bèlgica mantingué una posició de neutralitat, posició que es pogué mantenir gràcies als contactes diplomàtics que el mateix monarca mantingué amb les cancelleries europees.
El constant temor a una annexió francesa feu que el monarca s'acostés a Prússia a la qual intentà emmirallar-se.